# Héli Chatelain
Héli Chatelain est un linguiste et missionnaire protestant suisse né le 29 avril 1859 à Morat et mort le 22 juillet 1908  à Lausanne. Il s'engage auprès des populations d'Angola où il fonde une mission, et lutte en particulier contre l'esclavagisme qui y sévit encore au XIXe siècle.

## Biographie
Héli Chatelain naît à Morat en 1859, dans une famille d'horlogers jurassiens. Gravement handicapé dès sa naissance, il ne peut se déplacer sans l'aide de deux cannes. Il s'oriente vers la lecture et l'étude des langues, ainsi que dans l'étude de la Bible et de la théologie. Il passe plusieurs années à Lausanne, puis en Angola où il découvre le monde des missions religieuses et du commerce colonial. Il part ensuite vivre aux États-Unis dans la région de New York ; il y fonde en 1896 la « Ligue philafricaine » qui se fixe pour objet d'établir des missions sur le continent africain, et d'y protéger les esclaves fugitifs.
Il revient en Angola pour y fonder en 1897 la mission Lincoln à Kalukembe. Il étudie le kimbundu, langue locale dont il publie une grammaire. En 1907, il rentre en Suisse où il trouve la mort un an plus tard.

## Œuvre missionnaire
Sensibilisé par les récits de l'explorateur et évangéliste Livingstone ainsi que par l'action anti-esclavagiste du président américain Lincoln, Chatelain s'efforce de lutter contre l'esclavagisme toujours présent en Angola à la fin du XIXe siècle.
En 1961, le journal suisse L'Impartial édité à La Chaux-de-Fonds rappelle ainsi l'importance de l’œuvre de Châtelain : « [En Angola], les missions ont accompli une œuvre considérable. Bien que le plus gros de l'effort ait été porté par les missions anglo-saxonnes, il est nécessaire de rappeler au public de Suisse romande la part prise à cette tâche par la Mission philafricaine fondée en 1897 par Héli Chatelain, de Tramelan. »